# おじさんはカワイイものがお好き。 Original Soundtrack
『おじさんはカワイイものがお好き。 Original Soundtrack』（おじさんはカワイイものがおすき。 オリジナルサウンドトラック）は、2020年9月10日に発売された同名テレビドラマのサウンドトラックCD（劇伴）。音楽担当は眞鍋昭大。発売元はONE MUSIC RECORDS（株式会社ワンミュージック）。規格品番はOMR-0025。

## 解説
2020年の8月から9月に読売テレビ・日本テレビ系列プラチナイトドラマ枠で初放送された全5話のテレビドラマ『おじさんはカワイイものがお好き。』の劇伴を収めたサウンドトラックCDである。本CDの発売日は木曜日で、テレビドラマの最終話の日付となった。
CDパッケージはジュエル・ケース仕様。テレビドラマの出演者や原作となった漫画・アニメーションの作画は使用されていない。なお、CDジャケット記載のタイトルは『読売テレビ・日本テレビ系 木曜ドラマF おじさんはカワイイものがお好き。 Original Soundtrack』である。
収録された全23曲はすべて眞鍋昭大による音楽。

## 収録曲
1. おじさんはカワイイものがお好き。（1分13秒）
2. PAPAPA☆パグ太郎（1分59秒）
  - 作詞: 坪田文
3. 素敵な小路さんには秘密があったのです（2分37秒）
4. なにこれカワイイ。（1分7秒）
5. 危ない。にやけてしまったかもしれない（1分51秒）
6. 簡単に消せない（2分8秒）
7. とっかえひっかえ（53秒）
8. 推しがカワイくて。幸せが臨界突破している･･････!（2分17秒）
9. ある!問題、ある!!（1分56秒）
10. だって『好き』って複雑だから（2分14秒）
11. 推しのいる充実した暮らし（2分8秒）
12. 悩んでも仕方ない（2分15秒）
13. しんどい･･････（1分54秒）
14. もう終わり。（1分45秒）
15. 時は来た!（2分18秒）
16. 俺にはわかる。君の気持ちが、痛いほど（3分31秒）
17. 優しく見つめるパグ太郎（2分2秒）
18. パグ質をとられてしまった（1分32秒）
19. ダメだ。勇気が出ない（2分5秒）
20. 同志よ･･････!（2分4秒）
21. おじさんの『好き』を応援する!（1分48秒）
22. 胸によくわからないショックを感じ言葉が出ない（1分25秒）
23. いくつになっても、世界は広がるもんだな（4分10秒）